# Ekaterina Kurbatova
Ekaterina Kurbatova (Moscou, 7 de outubro de 1992) é uma ginasta russa que compete em provas de ginástica artística. Integrou a equipe russa que disputou o Campeonato Mundial de Londres, em 2009.